# Johan Henrik Tauber
Johan Henrik Tauber (født 7. september 1743 i Aalborg, død 26. januar 1816) var en dansk skolemand. Tauber var søn af kobbersmed Emmanuel Tauber (død 1759), der var indvandret fra Tyskland, og Karen Henrichsdatter, født Widschen.

## Ungdom og studieliv
Da Tauber tidlig viste en udpræget lyst til læsning, blev han 1756 sat i Aalborg Kathedralskole, hvorfra han blev dimitteret 1762. Derefter studerede han som en forberedelse til teologien østerlandske sprog under vejledning af Professor Johan Christian Kall; men af mangel på understøttelse måtte han 1765 rejse hjem til Aalborg og fortsatte nu i 3 år sine studier i hjemmet. Da han 2 gange forgæves havde søgt en hørerplads ved latinskolen i sin fødeby, vendte han 1768 tilbage til København og gav sig nu til at høre teologiske forelæsninger.
Han vandt snart en velynder i den bekendte hofpræst og teologiske Professor Johan Andreas Cramer, der skaffede ham Regensen og Kommunitetet og tog ham til amanuensis og lærer for sine børn. Således kunne han ikke alene nyde godt af denne udmærkede mands forelæsninger og eksaminatorier, men vandt tillige ved den daglige omgang med ham et indblik i universitetets indvortes og udvortes forfatning, som ikke længe efter kom ham til gode. Da Cramer nemlig 1771 fik sin afsked som hofpræst og kort efter modtog en kaldelse til Lübeck som superintendent, søgte Tauber at træde i forbindelse med den berømte biskop Johan Ernst Gunnerus, der netop på denne tid var bleven kaldt ned til Danmark af Johann Friedrich Struensee for at reformere universitetet.

## Biskop Gunnerus
Han overrakte denne de teologiske småskrifter, han hidtil havde udgivet, og da Gunnerus fandt behag i den unge mand, der tillige var så godt inde i alle universitetsforhold, bad han ham om at være ham behjælpelig under udførelsen af det ham pålagte hverv, og således fik Tauber lejlighed til daglig at arbejde sammen med Gunnerus fra oktober 1771 til slutningen af april 1772. Et vidnesbyrd om, hvor megen pris denne satte på Tauber, er, at han, da han vendte tilbage til sin bispestol i Trondhjem, søgte at overtale Tauber til at følge med til Norge, hvor han lovede ham ansættelse som konrektor ved Latinskolen og sekretær i det Det Kongelige Norske Videnskabers Selskab; men Tauber indlod sig ikke herpå.

Inden sin afrejse anbefalede Gunnerus Tauber på grund af 
| Citat | hans ypperlige Geni, grundige Erudition og professormæssige Indsigter saa vel i andre Videnskaber som især i den hellige Filologi og Kritik | Citat |
|       | |       |

 til fraværende at måtte beæres med magistergraden, som da også blev ham meddelt i december 1772. Omtrent på samme tid fik Tauber på Arveprins Frederiks anbefaling Borchs Kollegium og blev dekan ved Kommunitetet. Kongen tillagde Tauber en årlig understøttelse på 100 rigsdaler med forpligtelse til at holde offentlige forelæsninger over den bibelske fortolkningskunst og en eller anden bog i Det Nye Testamente. Disse forelæsninger begyndte han da i januar 1773, men hans akademiske lærergerning varede kun et halvt år, idet han samme år udnævntes til rektor i Horsens. Således kom han ind på det, der skulle blive hans egentlige livsgerning, idet han fra nu af i over en menneskealder helligede den lærde skole sin bedste kraft. Og dog var han aldrig rigtig tilfreds med sin stilling, men higede bestandig efter forandring.
For at adgangen til gejstlig virksomhed kunne stå ham åben, underkastede han sig 1779 teologisk embedseksamen og holdt sin dimisprædiken. I de følgende år søgte han flere præstekald, men endnu mere stod hans hu vistnok til akademisk virksomhed; men han opnåede aldrig en sådan, skønt professor Jens Møller ved hans død siger om ham, at han besad så omfattende indsigter i alle teologiens grene, at han ville have været en prydelse for en hvilken som helst teologisk lærestol. Derimod fik han honoris causa den teologiske doktorgrad 1790.

## Rektor
Tauber var altså henvist til skolegerningen, hvortil han også havde ypperlige gaver. Først styrede han Horsens Skole til 1781; derpå blev han rektor for Odense Kathedralskole og professor i filologi ved Odense Gymnasium; men da han dér trods det forøgede arbejde havde ringere indtægter end i Horsens og desuden var utilfreds med sin virksomhed ved det hendøende Gymnasium med kun 5 elever, søgte og fik han 1787 det bedre lønnede rektorembede ved Roskilde Domskole, som han så beklædte til 1808, da han på grund af svagelighed trak sig tilbage. Han døde i Roskilde 26. januar 1816. På hans grav blev der af taknemmelige disciple rejst et mindesmærke.
1774 havde han ægtet Gregoriane Begtrup (født 1751 død 1820), datter af provst Erich Gjørup Begtrup og Christina Augusta født Bruun.
Som skolemand ragede Tauber vistnok op over de fleste af sine samtidige her hjemme. Påvirket af Johann Bernhard Basedows og Heinrich Campes ideer ivrede han imod den ensidige uddannelse af hukommelsen og søgte især at udvikle sine disciples selvtænkning. Hans undervisning skal have været livlig og vækkende. "Det var en Lyst at læse Virgil og Horats med ham." Men han var ikke en ensidig beundrer af den klassiske litteratur. Da de nyere sprog endnu ikke var skolefag, opmuntrede han sine disciple til uden for skoletiden at gøre sig bekendt med dem og deres litteratur og gav dem selv vejledning deri. Men særlig lagde han vægt på udarbejdelser i modersmålet i god overensstemmelse med forordningen af 1775.

## Nye metoder
Med hensyn til opdragelsesprincipper var han også forud for sin tid. Han afskyede korporlige straffe. "Rektoren vil ingen Ris have", jublede drengene i Horsens Skole, da han straks den første dag frabad sig det store ris, som duksen pligtskyldig lagde på katedret. Og dog var der i de af ham styrede skoler fuldt så god en orden og disciplin som der, hvor
pryglesystemet rådede. Et irettesættende blik eller en kærlig formaning, helst under 4 øjne, var de midler, han især brugte; og hans eksempel virkede på de øvrige lærere og satte sit præg på hele skolen. I sin bestræbelse efter at højne disciplene i deres eget og andres omdømme søgte han at fjerne mangen gammel uskik, f.eks. at hørerne, som i reglen havde bolig på selve skolen, brugte drengene til deres private opvartning, at de mindre disciple måtte være tjenere for de større, at fattige elever for betaling blev brugte som lejetjenere ved bryllupper og begravelser eller i høstens Tid hjalp dem, hos hvem de fik kosten eller anden understøttelse. Han betragtede det også som en skadelig gammel skik, at disciplene 2 gange daglig skulle holde bøn og korsang i byens kirker, skønt der næsten aldrig mødte andre end dem selv, da der derved let kunde opvækkes ligegyldighed for gudstjenesten hos dem, og trods megen modstand fra gejstlighedens Side fik han den afskaffet først i Odense og senere i Roskilde.

## National indflydelse
Tauber har imidlertid ikke blot haft betydning for de 3 skoler, han har været rektor for, men som pædagogisk forfatter har han sikkert øvet indflydelse på hele landets højere skolevæsen, og flere af hans idéer træder da også ud i livet ved Skolereformen af 1805. Det er navnlig i en pjece om Brøstfældighederne i det lærde Skolevæsen (1789), at han stiller en række krav til fremtidens Skole, som for en stor del er blevne realiserede i tidernes løb. Han kræver bl.a. faglærere i steden for klasselærere, lærerseminarier til uddannelse af vordende Lærere, undervisning i de levende sprog, indskrænkning af læsetiden (ikke over 5 timer om dagen) og af disciplenes andagtsøvelser. Han ønsker læsetiden afbrudt ved legemsøvelser, og at der må indrettes 
| Citat | Pladser til Lystøvelser for Ungdommen under Lærernes Opsigt, og hvorfor ikke under deres Anførsel og Deltagelse? | Citat |
|       | |       |

. Der bør ikke lægges så megen vægt paa de offentlige eksaminer, og skolen bør være friere stillet over for universitetet. Med hensyn til undervisningen dadler han, at man propper børnene med et uforstået dogmatisk religionssystem, at man lader dem lære en stor grammatik, som de endnu ikke have brug for ved forfatterlæsningen, og meget andet. Endelig tillægger han ikke det at kunne skrive og tale latin så stor betydning, at modersmålet og andre vigtigere ting derover bør forsømmes.

## Teologisk virksomhed
Skønt Tauber var en lærd teolog, har han ikke efterladt sig noget større Skrift, der tilstrækkelig vidner om denne hans lærdom. Han havde længe samlet til en Clavis novi Testamenti [Nøgle til det Nye Testamente], men udgav den ikke, da professor Laurits Sahl på samme tid bebudede et lignende værk. Siden arbejdede han på en fuldstændig kommentar på latin over det Nye Testamente, men den udkom heller ikke, da han ikke kunde finde en forlægger dertil. Hans offentliggjorte teologiske skrifter indskrænker sig da til nogle mindre eksegetiske afhandlinger samt en udgave af Johann Rosenmiillers Scholia in novum Testamentum (1790-1791), beriget med hans egne forklaringer, der dog standser ved Johannesevangeliet, da forlæggeren fandt, at værket svulmede for stærkt op.

## Selvbiograf
Endnu må nævnes, at han efterlod sig i manuskript en meget udførlig selvbiografi, til dels i dagbogs form, i 14 tykke kvartbind. Interessante uddrag særlig af de første bind er senere udgivne og yder en mængde bidrag til den tids, navnlig den lærde skoles, historie.